# Hemihyalea ochracea
Hemihyalea ochracea är en fjärilsart som beskrevs av Rothschild 1909. Hemihyalea ochracea ingår i släktet Hemihyalea och familjen björnspinnare. Inga underarter finns listade i Catalogue of Life.